# Карангетанг
Карангетанг — активный вулкан в Индонезии.
Находится в северной части острова Сиау, в 2200 км к северо-востоку от столицы Индонезии Джакарты. Это стратовулкан имеющий 5 кратеров. Высота над уровнем моря — 1784 м.
Карангетанг один из действующих и самых активных вулканов Индонезии, с 1675 года у вулкана зарегистрировано больше чем 40 извержений. Общие черты извержений — эффузивные излияния лавы, сопровождаемые пирокластическими потоками и лахарами. Во второй половине XX века вулкан извергался в 1967, 1984—1985, 1988, 1992, 1996, 2007—2008 годах. Наиболее мощное извержение было в 1992 году, когда во время извержения погибло 6 человек. Извержение в 2011 году началось сразу после землетрясений в Японии 10–11 марта того года. Последнее извержение произошло 9 февраля 2023 года.